# ホウ化プルトニウム

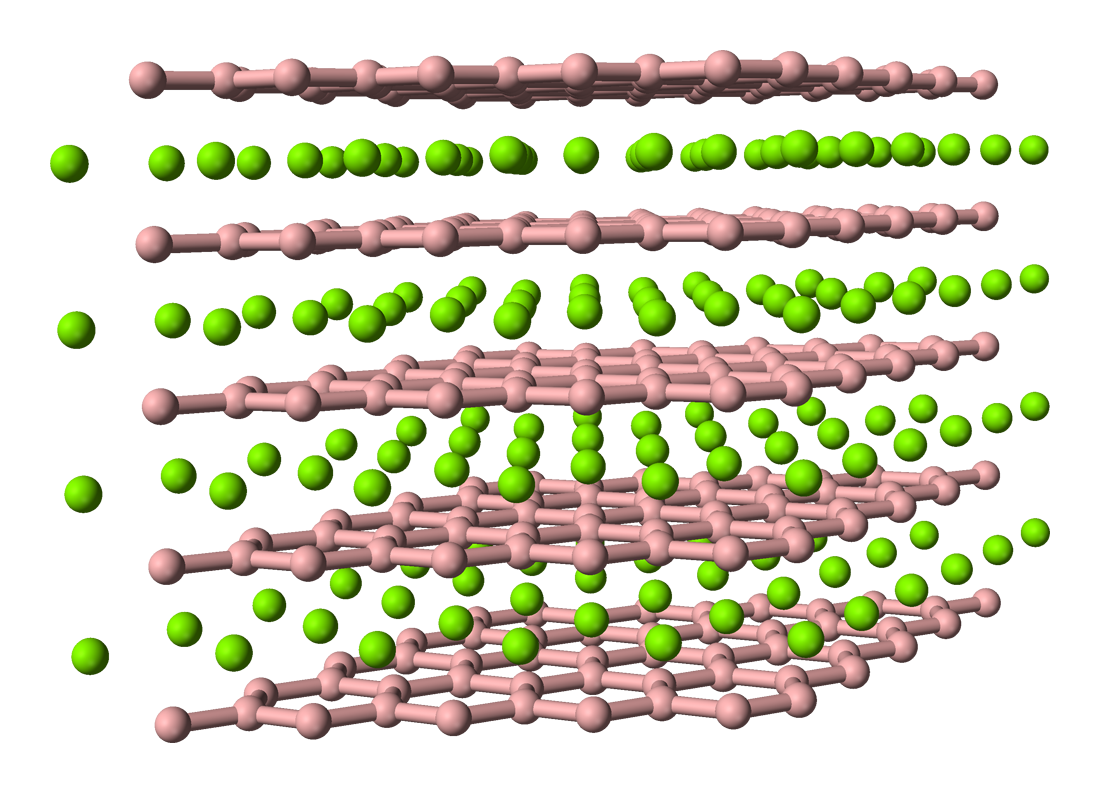
二ホウ化プルトニウムの構造。ピンクがホウ素、緑がプルトニウム。ホウ素は六角形に結合して平面をなしており、プルトニウムはホウ素の平面の間に挟まっている。

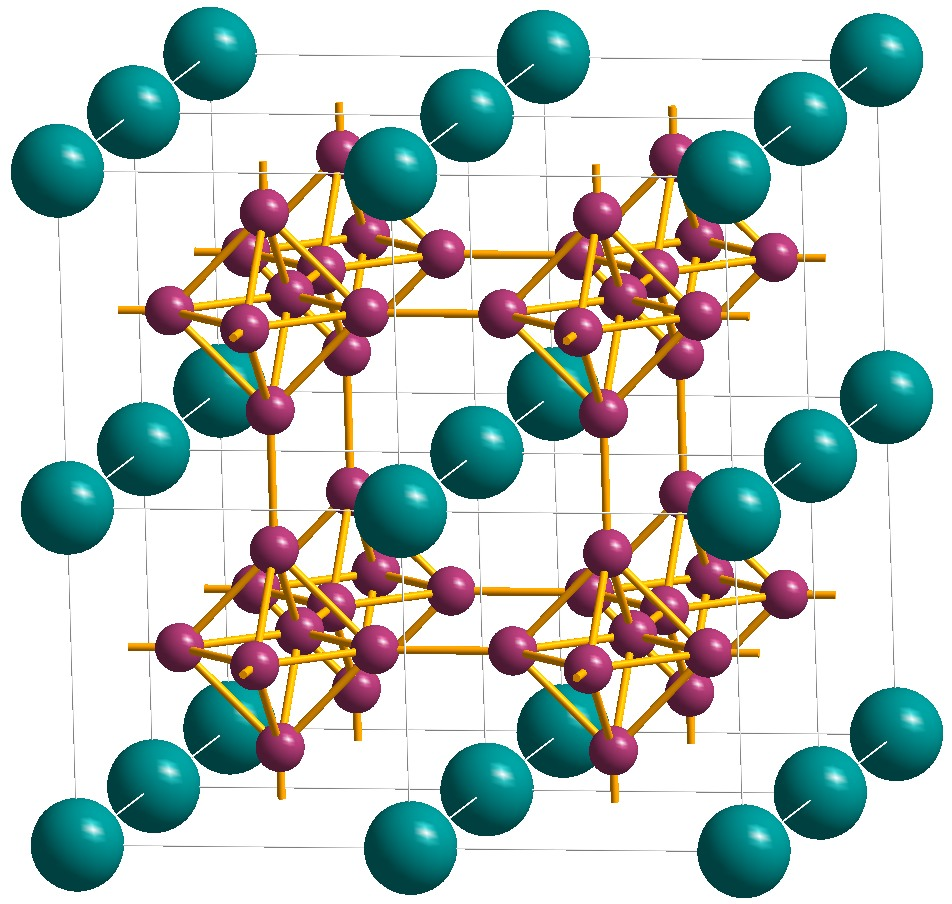
六ホウ化プルトニウムの構造。ホウ素(赤)は八面体状の群をなし、プルトニウム(緑)は立方体の頂点を占める。

ホウ化プルトニウム (Plutonium borides) はプルトニウムとホウ素からなる無機化合物で、数種類が知られている。特に区別しないときは PuBx と書かれる。いずれも減圧された不活性雰囲気中では粉末状である。
PuB (一ホウ化プルトニウム)はホウ素の分量を40-70%の範囲として1200°Cに加熱することで生成する。Pu-Bの結合長は 2.46 Å で、TiB、 ZrB、HfBと同様に塩化ナトリウム型構造をとる。PuB の存在についてはさまざまな議論がなされた。
PuB2 (二ホウ化プルトニウム) は800°Cで生成し、多くの金属ホウ化物と同様の構造をとる。
ホウ素の分量を70–85%の範囲にして1200°Cに加熱すると PuB4 (四ホウ化プルトニウム) と PuB6  (六ホウ化プルトニウム) の混合物が生成し、温度を上げると PuB6 の割合が増加する。PuB4 はUB4 と同様に四面体構造をとり、PuB6 は他の六ホウ化物 (CaB6, LaB6 など) と同様に立方晶となる。
ホウ化プルトニウムの中で特筆すべきは PuB100 (百ホウ化プルトニウム) であろう。 わずか1%の不純物が結晶構造を変化させてしまうことからPuB100の存在はホウ化物の研究において試料汚染防止がいかに重要であるかを如実に示している 。